# Эттин
Э́ттин (англ. ettin) — персонаж британского и шотландского фольклора. Предположительно слово ettin является родственным древнескандинавскому «ётун» (Jötunn) или староанглийскому «эутин» (Eoten) и означает «великан», «гигант». Эттины отличаются огромным ростом, уродством (часто — многоголовостью) и низким интеллектом в сочетании с коварством и изощрённой жестокостью. Наиболее известные представители эттинов в фольклоре — Краснозубый Эттин (или Рыжий Эттин) из шотландской легенды и великан Корморан (англ. Cormoran) из корнуолльской сказки «Джек — победитель великанов». На территории англосаксонского королевства Нортумбрия аналогичные существа назывались боглами.

## В литературе
Эттины — раса великанов, обитающих в Нарнии (вымышленное государство из серии книг Клайва Льюиса «Хроники Нарнии»).